# Arnaut Daniel

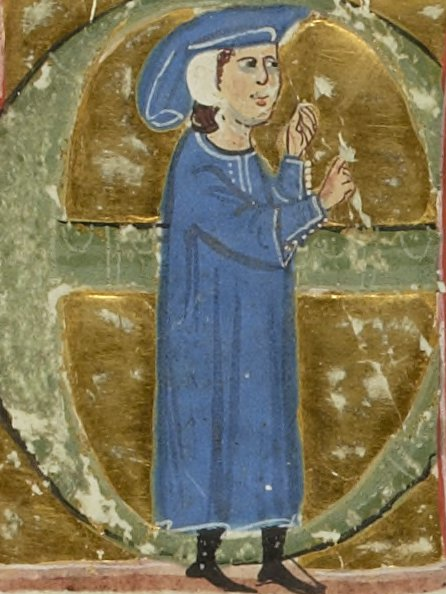
Wizerunek Arnauta pochodzący z rękopisu przechowywanego w Bibliotece Narodowej Francji

Arnaut Daniel (ur. 2 poł. XII w. na zamku w Ribérac, zm. pocz. XIII w.) – prowansalski trubadur tworzący hermetyczną poezję, działający ok. 1180–1200.
Był żonglerem na dworze Ryszarda I Lwie Serce. Odbywał podróże do Włoch i Hiszpanii. Zapoczątkował style pisania trobar ric i trobar clus. Z twórczości Arnaut zachowało się 16 poematów do których nie zachowała się melodia, 1 pieśń z melodią oraz sestyna Lo ferm voler qu'el cor m’intra (z melodią). Na jego sekstynie lirycznej wzorował się m.in. Dante Alighieri, który umieścił jego postać w Boskiej komedii. Francesco Petrarca uznawał Arnauta za najwybitniejszego trubadura oraz nazwał go „wielkim mistrzem miłości”.